# Giovani Vendicatori
I Giovani Vendicatori (Young Avengers) sono un gruppo di personaggi dei fumetti pubblicati negli Stati Uniti d'America dalla Marvel Comics, creato da Allan Heinberg e Jim Cheung. Hanno esordito ad aprile 2005. Successivamente ai fatti narrati in Vendicatori divisi un gruppo di adolescenti, guidati da Iron Lad, diviene la nuova generazione dei Vendicatori in base a quanto rivelato nei protocolli dell'androide Visione, attivatisi una volta che il gruppo degli eroi più potenti della terra si è sciolto.
In Italia la serie è tradotta dalla Panini Comics, sotto l'etichetta Marvel Italia.

## Storia della squadra

### Volume 1
Dopo gli eventi di Vendicatori divisi, con la comparsa di un nuovo gruppo di misteriosi supereroi adolescenti in città soprannominati dalla stampa "Giovani Vendicatori", i giornalisti Jessica Jones (l'ex giovane super nota come Jewel) e Kat Farrell del Daily Bugle e gli eroi Capitan America e Iron Man indagano sulla squadra, composta da Nathaniel Richards (Iron Lad), Eli Bradley (Patriot), Teddy Altman (Hulkling) e Billy Kaplan (Asgardian). L'occasione si presenta a un attacco terroristico in una chiesa durante un matrimonio, al quale partecipa anche Kate Bishop; quest'ultima interviene e salva la situazione, venendo pertanto accettata dalla squadra di ragazzi. I terroristi vengono fermati da Jessica Jones, Iron Man e Capitan America, dopodiché i tre seguono i Giovani Vendicatori fino alla loro base (la vecchia dimora dei Vendicatori), apprendendo che Iron Lad è in realtà una versione giovanile di Kang il Conquistatore, venuto dal futuro per impedire al giovane sé stesso di diventare il criminale che sarà da adulto. Nel frattempo Kate incontra Cassie Lang, figlia del defunto Scott Lang (il secondo Ant-Man), che la conduce alla base dei Vendicatori dove sono raggiunte dagli altri membri della squadra, e Cassie scopre di possedere i poteri di cambiare le proprie dimensioni (ottenuti grazie ad un prolungato contatto con le particelle Pym utilizzate dal padre). I Giovani Vendicatori hanno un diverbio con i Vendicatori, in quanto questi ultimi non vogliono che i ragazzi si mettano a rischio. 
I ragazzi rifiutano di seguire il consiglio e sia Kate che Cassie decidono di unirsi al gruppo con i nomi, rispettivamente, di Knightprincess e Stature. La base viene attaccata dal Kang del futuro, il quale pretende che Iron Lad adempi al suo destino diventando il Conquistatore per impedire che la realtà venga alterata negativamente. Il ragazzo rifiuta e i Vendicatori proteggono i ragazzi requisendo le loro armi e costumi per impedire loro di intervenire. Capitan America, Iron Man e Jessica Jones vengono sopraffatti da Kang, finché i ragazzi decidono di intervenire e riescono a salvare gli eroi e a sconfiggere il criminale. Questo porta però la realtà a mutare; Iron Lad decide di impedirlo tornando al futuro da cui proviene, lasciando agli amici la sua armatura che diventa una nuova incarnazione di Visione. 
Capitan America e Iron Man chiedono ugualmente al gruppo di sciogliersi, rifiutando di addestrarli senza il consenso dei genitori, a causa della loro giovane età. Nonostante ciò, i ragazzi si riorganizzano per continuare a combattere il crimine con un nuovo quartier generale, nuovi costumi e soprannomi, ribattezzandosi ufficialmente Giovani Vendicatori. Anche Billy decide di cambiare il proprio nome in Wiccan.
I ragazzi riescono a mantenere segreta la loro attività di vigilanza ai genitori. Durante uno scontro con Mr. Hyde, Wiccan scopre che Eli abusa dell'ormone della crescita mutante, che conferisce temporaneamente superpoteri; Eli confessa di averlo fatto per ingannare Iron Lad e poter entrare nella squadra, dato che il vero intento di Richards era quello di reclutare suo zio defunto Josiah; dopodiché, lascia il gruppo.
Su insistenza di Farrell, Jessica Jones intervista i Giovani Vendicatori riguardo ai loro problematici passati, che hanno spinto i ragazzi a diventare degli eroi. Il Super-Skrull K'Lrt giunge sulla Terra per rapire Teddy e portarlo sul pianeta natale degli Skrull dopo aver ucciso la madre del ragazzo, rivelandogli che non era davvero la sua genitrice biologica. I compagni decidono di andare a salvarlo, reclutando Thomas Sheperd dopo averlo fatto evadere da una prigione per superumani. Frattanto, K'Lrt rivela a Teddy che è figlio dell'eroe Kree Capitan Marvel e della principessa Skrull Anelle, oltre che Tommy e Billy in realtà sono i figli gemelli reincarnati di Scarlet e Visione, storia alla quale Billy gli crede mentre Tommy no. Si crea uno scontro tra Kree, Skrull e i Giovani Vendicatori, finché Teddy non chiede la cessazione del conflitto. I Vendicatori intervengono, portando al ferimento di Patriot; Hulkling e K'Lrt si trasformano l'uno nell'altro e terminano il combattimento, poi Capitan America e K'Lrt negoziano una custodia condivisa tra razze per Hulkling.
Successivamente Isaiah Bradley, il nonno di Eli dona il suo sangue al nipote, facendogli ottenere i superpoteri. Capitan America ordina nuovamente ai Giovani Vendicatori di smettere di combattere il crimine e Kate incolpa i Vendicatori per i problemi che stanno avendo, in quanto non li hanno addestrati. Come forma di ammenda, Capitan America dona a Kate l'arco e la faretra di Clint Barton e la ragazza assume il ruolo di nuova Occhio di Falco. Anche Tommy entra ufficialmente nella squadra facendosi chiamare Speed.

### Civil War
Con l'affermazione dell'Atto di Registrazione dei Superumani, i Giovani Vendicatori si rifiutano di registrarsi per non sottostare agli ordini del governo e vengono per questo arrestati dallo SHIELD. Capitan America e Falcon li aiutano a fuggire durante il trasporto nella prigione di massima sicurezza per superumani e il gruppo si unisce a una base fondata da alcuni eroi che agiscono in segreto senza aderire alla registrazione, noti come Vendicatori Segreti. Durante uno scontro con la fazione di Vendicatori favorevole agli accordi, Golia viene ucciso e Stature lascia la resistenza in quanto turbata, accettando di registrarsi, partecipando successivamente alla battaglia finale tra gli eroi registrati e i ribelli. Durante la guerra civile Deadpool, incaricato di catturare i ribelli, esprime interesse nell'arrestare i Giovani Vendicatori. Con la resa di Capitan America, al resto dei Giovani Vendicatori viene concessa l'amnistia in cambio della registrazione e Wiccan, Hulking e Visione accettano, iniziando a essere allenati a Camp Hammond, mentre Occhio di Falco e Patriot rifiutano e di Speed si perdono le tracce. I ragazzi partecipano poi ai funerali di Capitan America a Washington e vengono citati da Falcon durante il discorso cerimoniale.
Successivamente viene rivelato che l'Hulking e il Wiccan che si sono uniti all'iniziativa in realtà sono una coppia di viaggiatori interdimensionali chiamati "Alfa"; al ritorno, i veri Teddy e Billy restano scioccati nello scoprire che ora sono registrati. 

### Young Avengers Presents
Patriot scopre che Bucky Barnes conosceva suo nonno Isaiah Bradley, il primo supersoldato afroamericano. Dopo averlo rintracciato, Eli condivide con Barnes le sue preoccupazione sulla perdita di fiducia nel Paese e Bucky ispira il ragazzo affermando che l'America è un'idea che ha del valore e che vale la pena difendere contro ogni minaccia.
Hulkling incontra Mar-Vell e gli rivela di essere suo figlio; nonostante l'eroe sia orgoglioso della loro parentela, gli confessa che non potrà rimanere per sempre, in quanto dovrà tornare nel passato e morire di cancro per preservare il flusso temporale. Si scopre poi che questo Capitan Marvel è in realtà un agente dormiente Skrull.
Wiccan e Speed iniziano a cercare Scarlet, la loro vera madre, e Master Pandemonium consiglia loro di abbandonare la loro ricerca per concentrarsi sulle loro vite presenti.
Cassie è preda ai sensi di colpa dopo aver accidentalmente ferito il suo patrigno durante lo scontro con un criminale, dovendo venire a patti con le responsabilità derivate dai suoi poteri e dal suo essere un supereroe. Successivamente Visione III, la nuova incarnazione di Visione creata da Iron Lad, incontra Cassie e le spiega di aver viaggiato per il mondo sperimentando molte vite diverse per capire chi era veramente e di aver decretato di essere un individuo a sé stante, non una mera ricostruzione di Iron Lad, pur condividendo i suoi ricordi e il suo amore per Cassie, ribattezzandosi come Jonas. Pur non essendo sicura, Cassie decide di essere disposta a ricambiare i sentimenti.
Kate intraprende una relazione con Patriot e incontra Clint Barton, il quale la aiuta a riaffermare la sua posizione di co-leader dei Giovani Vendicatori. 

### Secret Invasion
Durante l'invasione degli Skrull, i Giovani Vendicatori collaborano con i Runaways e sono i primi a contrastare gli invasori a Manhattan, venendo rapidamente sconfitti. I leader dell'invasione Skrull intendono uccidere Hulkling per paura della sua posizione di potere, ma il Super-Skrull Xavin riesce a salvarlo, uccidendo il suo ex mentore con riluttanza.

### Dark Reign
Dopo l'invasione Skrull, i Giovani Vendicatori mantengono un basso profilo durante il governo di Norman Osborn; si crea un nuovo gruppo di adolescenti con superpoteri composto dall'Incantatrice, l'Esecutore, Coat of Arms, Testa d'Uovo, Big Zero e Melter, i quali si autoproclamano a loro volta "Giovani Vendicatori"; Osborn li invia in battaglia, ma la squadra viene sconfitta dai Giovani Vendicatori originali. I due gruppi uniscono poi le forze per contrastare il Regno Oscuro di Osborn.

### Assedio
In seguito all'attacco ad Asgard, Steve Rogers manda i Giovani Vendicatori ad aiutare Asgard a contrastare gli Oscuri Vendicatori di Osborn. Stature e Visione aiutano Amadeus Cho e U.S. Agent a impedire ai Thunderbolts di rubare la lancia di Odino per conto di Osborn, mentre Patriot e Occhio di Falco restano sepolti sotto le macerie di Asgard in un attacco e Speed porta in salvo diversi asgardiani feriti mentre cerca i suoi compagni di squadra. Wiccan e Hulking affrontano e sconfiggono la Squadra Distruttrice, intenta a saccheggiare la sala del trono. 

### La crociata dei bambini
Magneto apprende che i Giovani Vendicatori stanno cercando la scomparsa Scarlet e che Wiccan e Speed potrebbero essere la reincarnazione dei figli di Wanda. Nel centro di New York, i Giovani Vendicatori combattono dei terroristi con Iron Man, Capitan America e Ms. Marvel, ma Wiccan perde il controllo della propria magia e uccide i criminali. I Vendicatori, temendo che diventi come l'ex eroe Scarlet, cercano di tenerlo sotto controllo rinchiudendolo con Hulkling, ma i compagni di squadra li liberano e, guidati da Magneto, vanno alla ricerca della maga scomparsa.. Si scontrano subito con i Vendicatori, che vogliono rapire Wiccan, il quale teletrasporta il gruppo e Magneto a Wundagore Mountain, il paese natale di Wanda. Incontrano Quicksilver, il quale, pensando che Magneto voglia ucciderlo, lo attacca; scoprono così che la Scarlet lì presente è un Doombot travestito, pertanto i Giovani Vendicatori e Magneto vanno a Latveria inseguiti dai Vendicatori, Quicksilver e Wonder Man.
Wiccan riesce a trovare la vera Wanda, apparentemente privata dei poteri e dei ricordi e fidanzata con il Dottor Destino. Wolverine cerca di uccidere la donna, ma gli viene impedito dalla ricomparsa di Iron Lad, il quale è tornato indietro nel tempo apparentemente per impedire la morte di Billy durante la battaglia. Iron Lad e la squadra scappano con Wanda nel flusso temporale e vanno nel passato, quando il resuscitato Fante di Cuori aveva distrutto il Palazzo dei Vendicatori. I ragazzi sfuggono all'esplosione e tornano inavvertitamente nel presente grazie a Maximoff, che ha riacquistato la memoria. Come effetto collaterale dell'accaduto, torna in vita anche Scott Lang, il padre di Cassie.
Tornati al presente, l'esplosione del Fante fa tornare la memoria a Scarlet, che impazzisce ritenendo di aver ucciso suo padre, suo fratello e i Vendicatori, evocando un esercito di Ultron e una flotta di navi Kree per uccidersi,  ma Occhio di Falco e i Giovani Vendicatori glielo impediscono. Billy spiega a Wanda che suo padre, suo fratello e i suoi figli sono ancora vivi e si ricongiunge con la donna. Bestia chiede a Maximoff se può invertire l'incantesimo che aveva lanciato in precedenza per far sparire i mutanti; la donna dà prova di riuscire a farlo ripristinando i poteri al mutante Rictor e afferma di essere disposta a restituire i poteri degli X-Men.
Successivamente, i Vendicatori e gli X-Men si scontrano in quanto sono in disaccordo su quanto fare con Wanda, data la pericolosità dei suoi poteri; ciò costringe la donna e i Giovani Vendicatori a fuggire dal Dottor Destino. Si scopre che i poteri enormemente sviluppati di Scarlet erano risultati dal tentativo combinato di lei e del Dottor Destino di incanalare la forza vitale per riportare in vita i suoi figli, ma Wanda non è riuscita a contenerli ed è stata sopraffatta. Con l'aiuto di Wiccan e Destino, i tre cercano di utilizzare l'entità che possiede Wanda per ripristinare i poteri dei mutanti, ma vengono fermati da Patriot, il quale è preoccupato per le conseguenze che porterebbero l'improvvisa ricomparsa dei poteri mutanti; l'entità è stata però trasferita nel corpo di Destino, il quale ha acquisito i poteri divini di Wanda. L'uomo guarisce le sue cicatrici e si fa chiamare "Victor", offrendosi di risolvere i problemi dei Vendicatori e degli X-Men e di riportare in vita i loro amici morti, ma entrambe le squadra rifiutano. I supereroi, tra cui i Giovani Vendicatori, lo affrontano e Wanda e Wiccan riescono a rimuovere di poteri di Destino, il quale afferma di essere responsabile delle azioni di Maximoff durante gli eventi di Vendicatori: Divisi e di House of M (anche se in realtà si scopre poi che ha mentito e che Scarlet è l'unica responsabile) prima di fuggire. Nello scontro, Stature viene uccisa da Destino.
Iron Lad si offre di salvare Stature viaggiando nel tempo ma Visione si oppone e Richards, furioso, lo distrugge. Prima che Iron Lad possa tornare nel passato, Wiccan cerca inutilmente di avvertirlo che tale comportamento sarà determinante nel farlo diventare Kang il Conquistatore. Con la conclusione delle battaglie, bisogna decidere il destino di Scarlet; Ciclope accetta di lasciarla vivere, affermando di essere disposto a ucciderla se si rivolterò nuovamente contro di eroi. Rifiutando l'offerta di ricongiungersi ai Vendicatori o alla sua famiglia, Wanda se ne va in quanto vuole decidere chi è lei oltre alla figlia di Magneto, la sorella di Pietro e la moglie di Visione. I Giovani Vendicatori decidono di sciogliersi nonostante la disapprovazione di Speed. Durante gli eventi successivi, i ragazzi si astengono dalle attività supereroistiche e Wiccan cade in uno stato depressivo, nonostante Hulking cerchi di aiutarlo. I due finiscono per baciarsi, e Ms. Marvel li invita alla base dei Vendicatori, dove i Giovani Vendicatori vengono nominati Vendicatori a tutti gli effetti. 

### Volume 2
Una nuova formazione di Giovani Vendicatori include Wiccan, Hulkling e Occhio di Falco, oltre a includere i nuovi membri Loki, Noh-Varr, America Chavez e Prodigy (quest'ultimo un mutante de-potenziato), mentre Speed ha un ruolo minore nell'aiutare la squadra. Wiccan scopre di essere destinato a diventare un essere onnipotente chiamato Demiurgo e il gruppo cerca di impedirlo mentre viene braccato da un individuo vestito come Patriota, il quale cattura Tommy. Prodigy deduce correttamente che tale individuo è un ex membro dei Giovani Vendicatori che, nel futuro, è stato trasformato da qualche magico evento in una creatura non-umana che ora è tornata nel passato per assicurarsi l'esistenza. Intuendo di essere sé stesso, Prodigy lo bacia e così facendo permette la scomparsa dell'uomo e la ricomparsa di Tommy. Nel corso della storia, Noh-Varr e Kate stringono una relazione ma rompono in quanto Noh-Varr nutre ancora dei sentimenti per la sua ex; Loki affronta la sua ex, Leah, realizzando che è una proiezione del senso di colpa che gli affligge la coscienza che intende far tornare Loki il suo sé malvagio. Loki riesce a manipolare Wiccan per spingerlo a trasformarlo in una versione più matura di sé e, una volta aiutata la squadra a sconfiggere la minaccia, abbandona il gruppo in quanto teme che la sua personalità manipolatoria lo porti a ferirli.
Al termine della storia, i Giovani Vendicatori si sciolgono nuovamente, in quanto Occhio di Falco, America Chavez e Noh-Varr si uniscono ai Vendicatori della Costa Ovest, mentre Wiccan e Speed decidono di concentrarsi sulle loro relazioni rispettivamente con Hulkling e Prodigy.

## Membri della squadra
- Nathaniel "Nate" Richards / Iron Lad: Membro fondatore del gruppo, è un ragazzo destinato a diventare Kang il Conquistatore; combatte con una tuta neurocinetica donatagli dal Kang del futuro, che risponde ai suoi comandi mentali. Lascia la squadra per diventare Kang, tornando brevemente nel gruppo durante gli eventi della Crociata dei bambini prima di andarsene definitivamente dopo aver ucciso Visione.
- Elia "Eli" Bradley / Patriot: Uno dei membri originali della squadra, nipote del super soldato Isaiah Bradley. Inizialmente non possiede abilità sovrumane, diventando maggiormente forte, resistente e agile dopo aver ricevuto una trasfusione di sangue da suo nonno. Successivamente si scopre che ha mentito, in quanto ha ottenuto i suoi superpoteri facendo uso costante di droghe, finché non ottiene davvero i superpoteri attraverso una trasfusione di sangue di Isaiah. Il suo costume iniziale richiama quello di Bucky Barnes. Lascia la squadra dopo gli avvenimenti della Crociata dei bambini.
- Theodore "Teddy" Altman / Hulkling: Membro originale del gruppo scelto da Nathaniel, è un ibrido essendo figlio dell'eroe Kree Capitan Marvel e della principessa Skrull Anelle: possiede la capacità di mutare forma e una maggiore forza e rigenerazione. Il suo soprannome deriva dalla sua somiglianza fisica con Hulk. Prima di unirsi alla squadra aveva abusato dei suoi poteri per stare insieme a un ragazzo più popolare, salvo poi capire di essersi spinto troppo oltre quando venne quasi spinto a rubare. Si fidanza e successivamente sposa con il compagno di squadra Wiccan.
- William "Billy" Kaplan / Wiccan: Membro originale scelto da Nathaniel. È il figlio reincarnato di Scarlet e del Visione originale e fratello gemello di Speed. Possiede abilità magiche ereditate dalla madre naturale e spesso soffre a causa dell'insicurezza sviluppata per il suo orientamento sessuale (a causa del quale è stato gravemente bullizzato) e per i grandi poteri che possiede. Si fidanza e successivamente sposa con Hulkling, il suo compagno di squadra.
- Katherine "Kate" Bishop / Occhio di Falco: Pur non possedendo superpoteri, è estremamente allenata e abile nel tiro con l'arco e con la spada; si unisce alla squadra dando prova del suo valore salvandoli dalla cattura. Ha scelto di diventare una supereroe dopo aver subito un'aggressione traumatica in un parco, per impedire ad altre persone di soffrire com'è successo a lei. Le viene passato il ruolo di Occhio di Falco da Capitan America, dopo la scomparsa di Clint Barton.
- Cassandra "Cassie" Lang / Stature: Figlia di Scott Lang, il secondo Ant-Man, dotata del potere di cambiare dimensioni fisiche a suo piacimento. Ha avuto un'infanzia travagliata dopo la morte del padre, a causa del rapporto difficile con la madre e il patrigno. Inizialmente progetta di andare a Los Angeles per unirsi ai Runaways, salvo poi decidere di unirsi ai Giovani Vendicatori con Occhio di Falco dopo aver appreso dell'esistenza dei Giovani Vendicatori. Durante gli eventi della guerra civile lascia la squadra in seguito alla morte di Golia per aderire alla registrazione e si ricongiunge con i compagni durante l'invasione degli Skrull. Ha una relazione romantica prima con Iron Lad, poi con Visione, ed è la migliore amica di Kate Bishop. Viene uccisa dal Dottor Destino, salvo essere riportata in vita da lui stesso[32].
- Visione III / Jonas: Una nuova incarnazione di Visione costruita da Iron Lad, contenente sia la programmazione di Visione che le emozioni di Richards. Sviluppa a sua volta un'infatuazione per Stature e, dopo aver riconosciuto di essere un individuo a sé stante piuttosto che una semplice replica di Iron Lad, si ribattezza "Jonas" e inizia una relazione con Stature. Lascia la squadra dopo gli eventi dell'invasione Skrull, pur rimanendo insieme a Cassie; dopo la morte della ragazza, viene ucciso da Iron Lad quando cerca di impedirgli di viaggiare indietro nel tempo per salvare Stature.
- Thomas "Tommy" Sherpard / Speed: Si unisce al gruppo quando i Giovani Vendicatori lo fanno uscire di prigione dopo che Visione lo ha individuato come parte del piano di emergenza per farsi aiutare nel salvare Hulkling. È una reincarnazione del figlio di Scarlet e del Visione originale e fratello gemello di Wiccan; possiede i poteri di correre a grande velocità e di manipolare la materia atomica, simili a quelli dello zio Quicksilver. Lascia il gruppo, ma viene ugualmente preso di mira dal Prodigy del futuro, che vuole impedire al suo sé stesso del passato di cambiare. Viene salvato e inizia a frequentare Prodigy.
- Loki: Un principe asgardiano e fratello adottivo del supereroe Thor, intrappolato nel corpo di un ragazzo dopo la sua morte e reincarnazione. Loki è altamente manipolativo e astuto, ma anche divertente e carismatico. La squadra lo accetta in quanto necessita delle sue abilità, ma nutre una certa diffidenza nei suoi confronti; in particolar modo, è interessato a ottenere i poteri di Wiccan e propone più volte di ucciderlo per impedirgli di adempiere al suo destino di Demiurgo. Tuttavia, Loki finisce per affezionarsi ai compagni e dopo essersi fatto maturare fisicamente da Billy, lascia il gruppo in quanto non vuole ferirli tradendoli.
- America Chavez: Una ragazza dal carattere duro, dotata di super-forza e capace di volare e di creare portali tra universi attraverso calci e pugni. Viene da un universo chiamato Parallelo Utopico.
- Noh-Varr / Marvel Boy: Un supereroe Kree con velocità, resistenza, riflessi e forza sovrumane, oltre a possedere un'ampia gamma di armi aliene; durante la guerra civile era un avversario della squadra in quanto sotto controllo mentale. Frequenta Occhio di Falco, ma i due si lasciano quando Marvel Boy ammette di provare ancora sentimenti per la sua ex.
- David Alleyne / Prodigy: Un ex X-Man originariamente dotato del potere di impossessarsi temporaneamente delle abilità e delle conoscenze altrui; pur avendo perso la sua capacità mutante, mantiene le conoscenze e abilità ottenute in passato, prima dell'M-Day. Ha dei rimorsi per alcune azioni commesse in passato e lavora inizialmente in una fabbrica, venendo invischiato nelle vicende dei Giovani Vendicatori dopo la scomparsa di Speed, un suo conoscente. Aiuta la squadra a combattere una versione futura di sé stesso vestito come Patriot, mettendo inavvertitamente in crisi la relazione tra Hulkling e Wiccan in quanto si rivela innamorato di Teddy. Al termine delle vicende, inizia a frequentare Speed.